# Dasylirion palaciosii
Dasylirion palaciosii là một loài thực vật có hoa trong họ Măng tây. Loài này được Rzed. mô tả khoa học đầu tiên năm 1955.